# Jo’asz Cidon
Jo’asz Cidon (hebr.: יואש צידון, ang.: Yoash Tzidon, Yoash Tsiddon ur. 28 listopada 1926 w Fokszanach, zm. 8 lipca 2015) – izraelski wojskowy i polityk, w latach 1988–1992 poseł do Knesetu.

## Życiorys
Urodził się 28 listopada 1926 w Fokszanach.
W 1941 wyemigrował do stanowiącej brytyjski mandat Palestyny. W latach 1944–1948 służył w Palmachu, w latach 1945–1947 aktywnie uczestniczył w organizowaniu nielegalnej migracji z Egiptu i Cypru. Podczas wojny o niepodległość dowodził konwojami do Jerozolimy. Do 1966 służył w Siłach Powietrznych Izraela jako pilot bojowy, pilot testowy, trener pilotażu, dowódca eskadry oraz zastępca dowódcy bazy lotniczej. Karierę wojskową zakończył jako dowódca systemów broni i planowania sił powietrznych.
W międzyczasie ukończył studia na Technionie w Hajfie oraz na École de l’air we francuskim Salon-de-Provence.
Po odejściu z armii zarządzał przedsiębiorstwami. Był członkiem Society of Experimental Test Pilots.
Był członkiem Ruchu na rzecz Wielkiego Izraela. W wyborach w 1988 został wybrany posłem z listy Cometu. W dwunastym Knesecie zasiadał w komisjach spraw gospodarczych; konstytucyjnej, prawa i sprawiedliwości oraz absorpcji imigrantów. W 1992 utracił miejsce w parlamencie.
Zmarł 8 lipca 2015.